# Gillian Murphy
Gillian Murphy est une danseuse classique américaine née en 1979, et soliste principale depuis 2002 à l'American Ballet Company (où elle entre en 1996) avec son époux Ethan Stiefel.

## Biographie
Gillian a grandi à Florence en Caroline du Sud, c'est là qu'elle a commencé le ballet. Après avoir fréquenté  le Columbia City Ballet, elle continue sa formation à la North Carolina School of the Arts. Sous la direction de la célèbre ballerine Melissa Hayden, elles tient le rôle principal dans de nombreux ballets produits par son école.
Elle rejoint l'American Ballet Theater en tant que membre du corps de ballet en août 1996 et elle promue soliste en 1999. Elle  passe première soliste en 2002.

## Répertoire avec l'American Ballet Theater
Elle a notamment tenu les rôles principaux de Sylvia, Cinderella, Le Lac des cygnes, Don Quichote, La Bayadère, La Fille mal gardée, Le Corsaire, Giselle, Casse-noisette...
En 2005, Gillian Murphy tient le double rôle de Odile-Odette dans Le Lac des cygnes de Tchaïkovski, retransmis en direct à la télévision sur la chaine américaine publique (PBS) avec pour partenaire Angel Corella.

## Récompenses
- Finaliste au Jackson International Ballet Competition (1994)
- Lauréate du Prix de Lausanne Espoir (1995)
- Lauréate du National Foundation for Advancement in the Arts (1996)
- Finaliste du  New York IBC (1996)
- Lauréate du prix Princess Grace Foundation-USA(1998)

## Anecdote
Dans le film Center Stage (2000), Gillian apparait dans une scène avec son mari Ethan Stiefel à la sortie d'une représentation de Casse-noisette.
Dans le film Center Stage 2: Turn it up, sorti directement en DVD en 2008, elle apparaît sur les vidéos que visionne l'héroïne pour apprendre la danse classique.